# Shred-it
Shred-it (ehemals Shred-it International Incorporation) ist eine Marke sowie Tochterunternehmen von Stericycle Inc., dessen Sitz sich in Bannockburn in den Vereinigten Staaten befindet. Sie ist ein Anbieter von Dokumenten- und Datenvernichtung.

## Geschichte

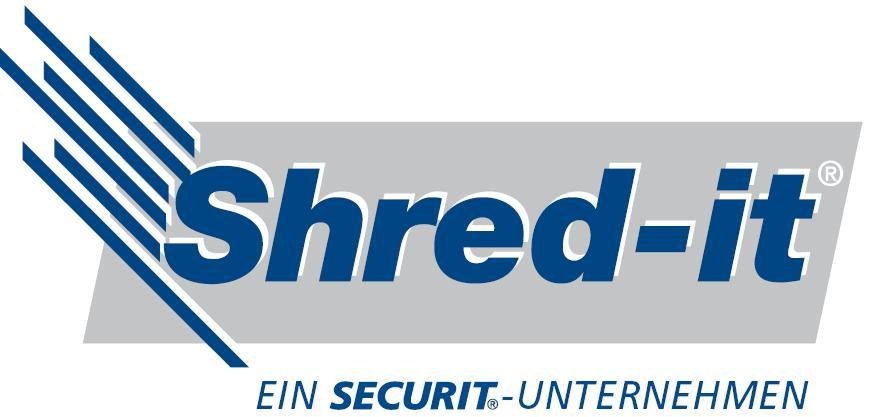
Ehemaliges Logo.

1987 gründete Greg Brophy in Oakville im kanadischen Ontario unter dem Namen Shred-it International GP Inc. ein Unternehmen für Aktenvernichtung. In den Folgejahren expandierte das Unternehmen in den Vereinigten Staaten und neun anderen Ländern wie zum Beispiel Südafrika, Belgien, England und China.
2014 fusionierte das Unternehmen mit Cintas Document Shredding mit Sitz in Cincinnati, Ohio und firmierte ab da unter Shred-it International Incorporation.
2015 übernahm der US-amerikanische Entsorgungskonzern Stericycle Inc. für 2,3 Milliarden US-Dollar das Unternehmen. Dabei wurde das Unternehmen nach einer gewissen Zeit vollständig auf Stericycle übertragen und in eine Tochtergesellschaft umgewandelt.

## Unternehmen

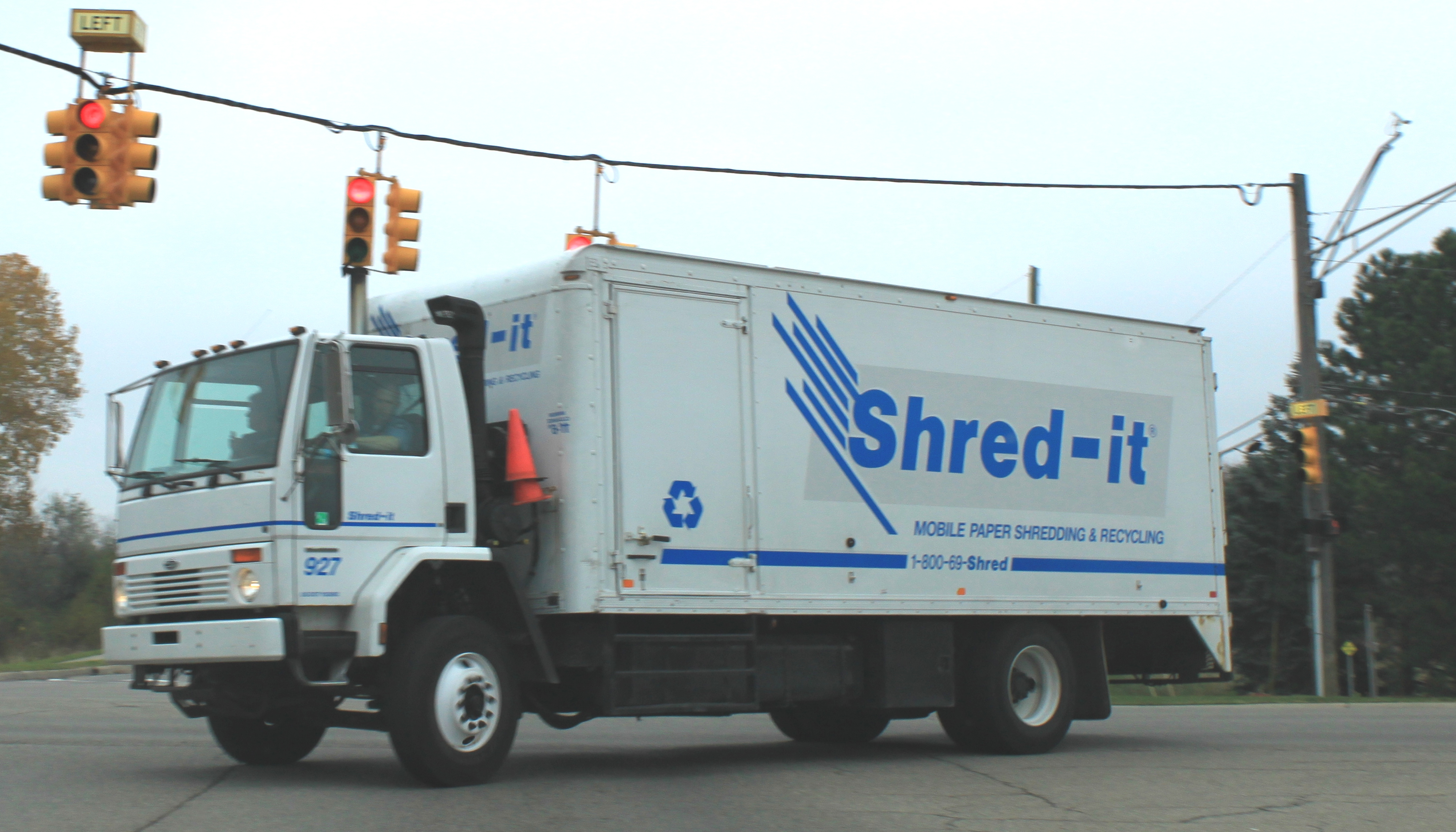
Shred-it-Servicefahrzeug

Die Shred-it International Inc. war eine nicht-börsennotierte Aktiengesellschaft und unterhält mit verschiedenen Tochtergesellschaften in 18 Ländern auf allen Kontinenten rund 170 Niederlassungen. Das Unternehmen ist spezialisiert auf die datenschutzkonforme Vernichtung von Dokumenten, Akten und Datenträgern und gilt darin, nach eigenen Angaben, im Jahr 2021 mit über 500.000 Kunden weltweit als globaler Branchenführer.
Die deutsche Niederlassung ist die Shred-it GmbH mit Sitz in München. Sie ist eine 100%ige Tochter der niederländischen Stericycle Netherlands Holding B.V.